# Ivan Turbincă

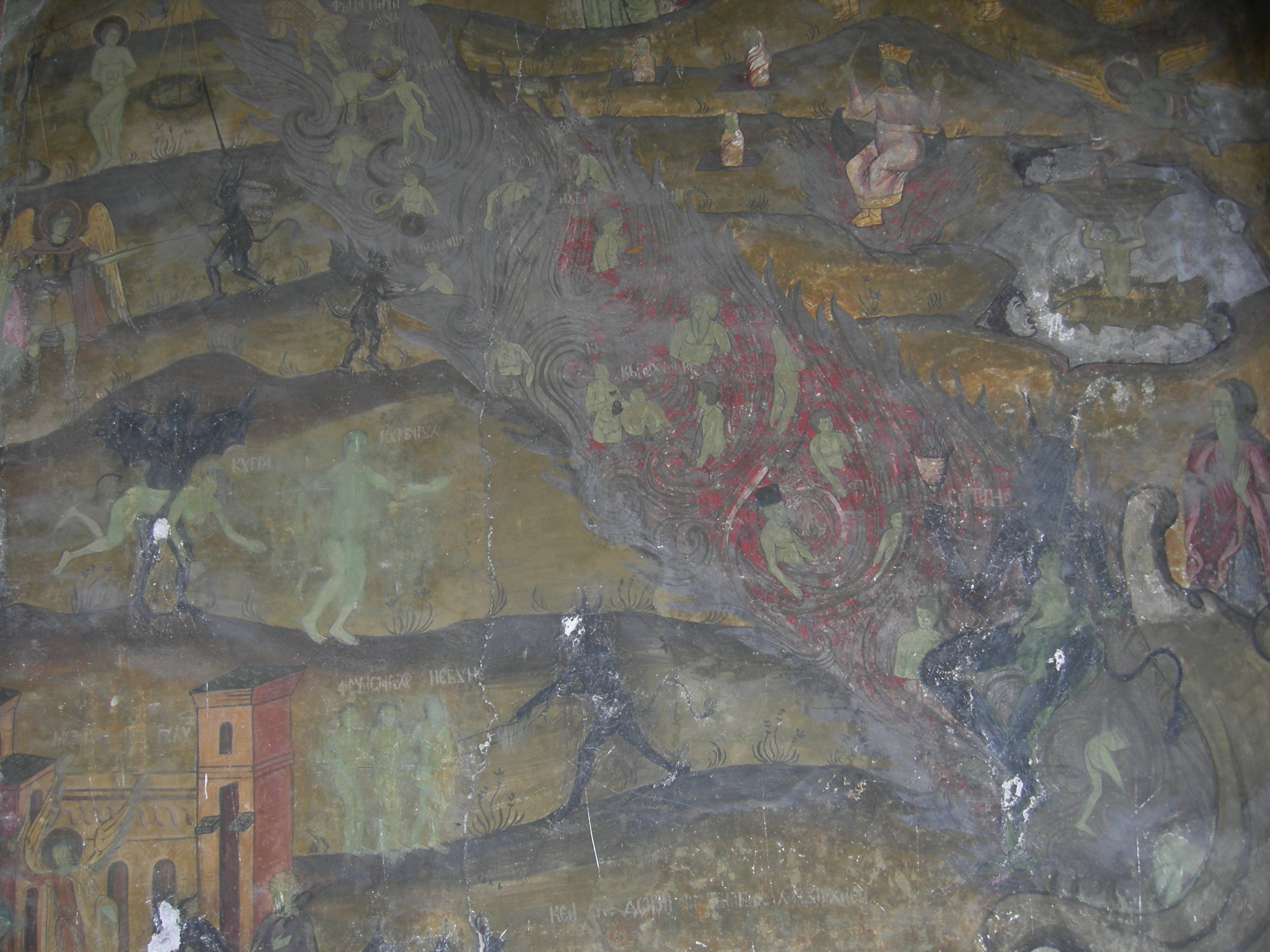
Representació de l'infern en un mural ortodox romanès del (Sfântul Elefterie Vechi, Bucarest)

"Ivan Turbincă" (pronunciat en romanès: [iˈvan turˈbiŋkə]; íntegrament Povestea lui Ivan Turbincă, en català: "La història de Ivan Turbincă") és un conte, un conte de fades i un text satíric de 1880 de l'escriptor romanès Ion Creangă, fent ressò de temes comuns al folklore romanès i europeu.
El conte explica les aventures d'un soldat rus homònim, que passa entre el món dels vius, el cel i l'infern, a la recerca de la immortalitat. Al principi de la història, Déu recompensa la naturalesa caritativa de l'Ivan amb una bossa amb la qual pot atrapar totes les coses existents, i la utilitza el soldat per sotmetre a Satanàs i a la multitud de dimonis, i finalment servir al seu propòsit d'enganyar a la Mort. El text també inclou un retrat de Sant Pere com el porter del cel, una referència als poders miraculosos de Sant Nicolau, així com referències humorístiques a l'estil de vida dels aristòcrates locals, o boiars. El mateix protagonista es mostra entregat i intel·ligent, però principalment està motivat per la festa i la beguda, activitats a les quals es dedica per a l'eternitat.
Una de les celebrades contribucions de Creangă a la literatura romanesa, "Ivan Turbincă" s'ha convertit en un punt de referència familiar per al públic lector i la crítica tant a Romania com a Moldàvia. Ha inspirat notablement un conte de l'autor moldau Vlad Ioviţă i la pel·lícula moldava 1967 Se caută un paznic.

## Parcel·la

### Les primeres aventures
La història "Ivan Turbincă" s'obre amb una breu ressenya de la vida del protagonista a l'exèrcit imperial rus, que havia estat la seva llar des de la infància. Després d'haver sobreviscut per sobre del límit d'edat, Ivan rep les seves armes i dos rubles, i l'alliberen del servei. Mentre viatja per un camí rural, acaba caminant darrere de Déu i Sant Pere, que estan visitant el món dels humans de Incògnit. Quan Sant Pere expressa alarma davant la visió d'un soldat que podria ser propens a maltractar els civils, Déu li informa que Ivan és un home amable d'una generositat excepcional, i insta a Pere a provar-ho ell mateix. Es transformen en captaires i esperen a cada extrem d'un pont que l'Ivan passi.
El soldat procedeix a donar-los els seus dos rubles, afirmant que "Déu tornarà a pagar-me, perquè n'hi ha més per donar". Quan Ivan abandona l'escena, l'emocionat Pere insta el seu company diví a premiar el soldat. Tots dos l'aconsegueixen, després de la qual cosa Déu es revela i deixa que l'Ivàn, sorprès, recuperi els seus diners. El soldat s'agenolla i prega a Déu que beneeixi la seva bossa d'emissió de l'exèrcit (turbincă), "perquè pugui empacar-hi a qualsevol que vulgui; i perquè mai poguessin sortir sense la meva aprovació". El Déu divertit li concedeix aquest desig i, abans de marxar, informa a l'Ivan que, si mai se sent cansat de recórrer la terra, serà benvingut a trucar a la porta del cel.
El vell soldat continua el seu viatge sense rumb, decidit a posar a prova la seva bossa. Aquell vespre arriba a casa d'un boiar i, aprofitant la seva condició d'"home imperial", demana i rep allotjament. El boiar reticent i avaro decideix enganyar el convidat no desitjat fent-lo dormir dins de l'única de les seves cases on se suposa que els diables ronden. El soldat s'adorm en un divan, només per ser despertat grossament quan el seu coixí és llençat per mans invisibles, i de nou quan tota l'habitació està animada per sons forts i onomatopeics. L'Ivan atura això quan crida Pașol na turbinca! (una interpretació romanesa aproximada del rus per "Entra a la bossa!"), i tots els diables de la casa del boiar són absorbits en el seu petit recipient.
Es torna a dormir, però el torna a despertar el mateix Satanàs (referit amb l'etimologia popular Scaraoschi), que s'enfada per la pèrdua dels seus servents, i etziba una bufetada al soldat. L'Ivan està molt molest per això, i de seguida ordena al seu agressor que entri a la bossa, amb els altres diables. A l'alba, l'Ivan es venja del boiar despertant tota la seva casa i afirmant que s'ha passat la nit atrapant conills a la seva bossa, i demana a l'amfitrió que li proporcioni bacs perquè pugui pelar la pell dels animals. El boiar, entenent què vol dir Ivan, li entrega "un carro carregat" de pals, després del qual el protagonista arrossega els diables un a un i dona a cadascun d'ells una forta pallissa, fent-los prometre que no tornaran mai més. L'emocionat boiar abraça el rescatador de la seva propietat i li ofereix allotjament permanent, però Ivan declina, afirmant que la seva tasca és defensar Déu, "l'emperador de tots". En abandonar el local, el narrador assenyala: «Em sembla que el mateix boiar […] havia arribat a témer la bossa, així que no va sentir massa pena veure marxar l'Ivan».

### Enganyar la mort

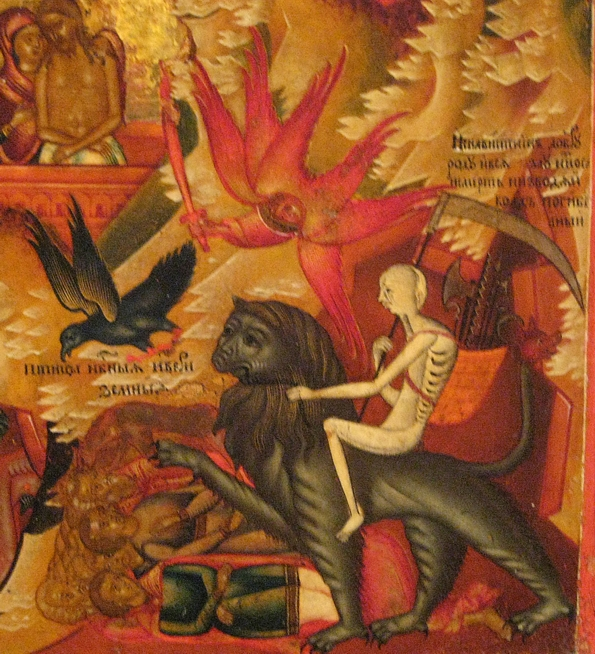
Representació de la mort en una icona russa del segle XVIII

De tornada a la carretera, Ivan manifesta el seu nou propòsit, el d'esbrinar on habita Déu, i invoca l'ajuda de sant Nicolau. Immediatament després de besar una icona del sant, es troba transportat a la porta del cel. Hi colpeja repetidament, fins que Sant Pere, el porter, li demana que digui el seu nom i finalitat. Encara a l'altre costat de la porta, l'Ivan pregunta sobre allò essencial del cel, sent informat que al lloc no hi ha tabac, vodka, dones o lăutari, però que tot això ho trobarà a l'infern. S'hi precipita, i manté una conversa semblant amb un dels diables, l'informe del qual és satisfactori per a l'Ivan. Un cop oberta la porta, els diables es troben perplexos i, recordant la seva trobada anterior amb el soldat, decideixen servir-lo i tolerar els seus capritxos. Es deixen abatuts per les festes borratxos i les demandes d'explotació del seu nou mestre, fins que la criatura coneguda com Talpa iadului ("La fundació de l'infern"), retratada com el dimoni més intel·ligent, promet capgirar la situació: crea un tambor i toca. És el ritme de la marxa, fent creure al soldat ebri que la guerra ha començat. S'apodera de les seves pertinences i surt corrents de l'infern, deixant que els diables tanquin la porta darrere seu.
Llavors, l'Ivan recorre al seu pla original de servir Déu i torna a l'entrada del cel, que guarda obstinadament durant dies i dies. Ell és allà com a guàrdia autodenominat quan la mateixa Mort intenta informar a Déu per obtenir instruccions i, mentre insisteix a superar-lo, l’atrapa a la bossa. Deixant l'objecte penjat en un arbre, el soldat torna a colpejar la porta i se li permet entrar al cel per a una audiència amb Déu. Procedeix a informar a la divinitat que la Mort és a la porta, però sense especificar que és la seva presonera, i li pregunta quines ordres hauria de transmetre. Divertit pel comportament de l'Ivan, Déu li demana que digui al visitant que, durant els tres anys següents, només hauria de segrestar la gent gran "com tu mateix".
El soldat torna, allibera els seus presoners i modifica l'ordre original per dir que la Mort ha de recórrer els boscos i consumir els arbres vells en un termini de tres anys. Això ho fa i, quan expira el termini i torna corrents al cel, es sorprèn de trobar que el soldat encara està a la porta. Segueix un acalorat intercanvi, al final del qual Ivan torna a enviar la Mort a la bossa i marxa cap a una altra audiència amb Déu. Aquest últim, segons informa el narrador, és conscient de l'enginy de l'Ivan, però decideix seguir jugant: fa saber al seu convidat que ha de dir-li a la Mort que capturi els joves durant tres anys, i després els nens es portaven malament durant tres anys més. Ivan torna a malinterpretar l'ordre, obligant la Mort a menjar primer arbres joves, després branquetes, durant un total de sis anys. Un cop acabada la seva prova, torna a l'entrada del Cel, i de nou davant de l'Ivan. Ell la torna a atrapar, dient-li que això és una venjança per la gent que ha matat "des d'Adam", i l’informa que ja no se li permetrà sortir de la bossa.
L'episodi és interromput per Déu, que li fa saber a Ivan que hauria de lliurar la seva bossa i preparar-se per a la seva pròpia mort oportuna, deixant-li tres dies per preparar-se. L'home aprofita aquest interval per reflexionar sobre les seves aventures i confeccionar-se un taüt. Quan la mort acabada d'alliberar torna a ell, l'Ivan afirma no ser conscient de com se suposa que la gent ha de ser sepultada. Exaspera el seu adversari deixant-se caure dins del taüt de totes maneres menys de la adequada, fins que ella decideix ensenyar-li amb un exemple personal. Un cop la Mort està a l'esquena, els ulls tancats i les mans creuades al pit, l'Ivan tanca la tapa del taüt i la atrapa a dins. Déu torna a intervenir, i es mostra molest pels trucs del soldat: mentre dimiteix davant la determinació de viure de Ivan, el castiga perquè passi l'eternitat com a vell. La història acaba amb la indicació que l'Ivan va anar de festa per sempre, bevent i assistint a una successió de guleaiuri (banquets o noces), i que "pot ser que encara estigui viu ara, si no moria mentrestant".

## Recepció crítica i llegat
La versió de Ion Creangă de la història probablement incorpora un tema antic al folklore romanès i es creu que és un ressò de temes compartits per diverses tradicions europees. Escrivint a principis del segle xx, l'investigador Tudor Pamfile va integrar "Ivan Turbincă" dins d'un gran marc de relats folklòrics d'Europa de l'est en què la mort o Samodiva són els antagonistes. També segons Pamfile, la història d'un soldat que escapa de la fatalitat d'una manera semblant a la de Ivan està present al folklore ucraïnès. L'interès per descobrir els vincles entre les històries de Creangă i la literatura oral va ser perseguit més tard per altres comentaristes. Centrant-se en l'episodi en què l'Ivan fa d'estúpid davant de la Mort, l'investigador romanès de literatura infantil Muguraş Constantinescu va descriure la similitud entre el personatge de Creangă i Till Eulenspiegel, un personatge popular del folklore alemany. Constantinescu, que va analitzar la manera com es representa la vellesa a l'obra de l'escriptor del segle xix, va veure que "Ivan Turbincă" representava un "cost ben ajustat, alegre i jovial" dels darrers anys de l'home, i va concloure: "tot i que l'eterna vellesa de l'Ivan es troba a la frontera entre l'avorriment i l'entreteniment, permet espai per a jocs, bromes, entremaliadures, que encara poden arribar a ser característics de la vellesa, massa comunament associats a la malaltia, la impotència, la tristesa".
L'historiador de la literatura Mircea Braga, que va parlar de la presència de motius narratius folklòrics a les històries principals de Creangă, va assenyalar que aquests textos solen ser introduïts per una "situació pertorbadora" — en el cas d'"Ivan Turbincă", l'adquisició d'"un element amb qualitats miraculoses". Un altre element tan omnipresent, argumenta Braga, és la sèrie de "procés" que s'imposen als diferents protagonistes, i que, en aquest cas, es troben "en l'episodi de la casa embruixada, en el de la festa infernal o en les successives pressions de la Mort." L'assagista i cronista literari Gheorghe Grigurcu comenta la manera com el protagonista desafia la Mort, veient-la com "probablement una manera arcaica de conjuració, el residu d'un ritual màgic".
Una reinterpretació controvertida de la història es va donar a conèixer durant les etapes finals del règim comunista de Romania, quan la ideologia nacional comunista oficial va arribar a avalar reivindicacions radicalment nacionalistes com el protocronisme. En aquella etapa, anomenada retrospectivament " megalomania cultural" per l'historiador Lucian Boia, l'ideòleg protocronista Dan Zamfirescu va afirmar que Ion Creangă era igual o superior als clàssics mundials Homer, William Shakespeare i Johann Wolfgang von Goethe, i va trobar Ivan Turbincă, "el personatge que domina. història del món al nostre segle", per ser "més contemporani que Hamlet, Faust, Don Quixot i Alyosha Karamazov ". Fora d'aquest context, la història va servir per inspirar l'escriptor de Timișoara Şerban Foarţă, que la va utilitzar com a base per a una adaptació de 1983 per a l'escenari romanès. Segons la cronista teatral Sanda Diaconescu, el text es va fusionar amb fragments d'altres obres de Creangă i, en general, amb "joies dels tresors arcaics del folklore romanès".
La història "Ivan Turbincă" també és popular a l'estat veí de Romania de Moldàvia, que, com a RSS de Moldàvia, ha format part de la Unió Soviètica i històricament està inclosa a la regió de Bessaràbia. La pel·lícula de 1967 Se caută un paznic, realitzada per l'escriptor Vlad Ioviţă i el director Gheorghe Vodă, es va basar lliurement en la narrativa de Creangă i va constituir una mostra primerenca del cinema moldau. Estructurada al voltant d'una obra de Ioviţă en prosa experimental amb va rebre un avís especial per la seva partitura musical, l'obra del compositor Eugen Doga: la crítica de cinema moldava Ana-Maria Plămădeală la va trobar en harmonia amb la "simbiosi de la comèdia i la comèdia" de la pel·lícula. el filosòfic".
Plămădeală també creu que tant la música com la pel·lícula van crear una sàtira discreta de les pressions soviètiques sobre la població local: "L'estil sintètic de l'estructura melòdica ajuda els joves cineastes a traslladar les idees de Creangă a un món d'opressió totalitària, posant de manifest l'eterna aspiració d'un nació perseguida per les atrocitats de la història cap a l'emancipació espiritual". Un veredicte similar va ser dictat sobre el text original de Ioviţă per la crítica literària Viorica Stamati-Zaharia, que va detectar possibles ironies dirigides a les directrius del realisme socialista. Una versió de l'obra va ser presentada el 2009 per l'actor i director moldau Ion Sapdaru, i va ser presentada sobretot pel Teatre Nacional de Bucarest.
La història es troba entre les de Ion Creangă que són conegudes per un públic de parla anglesa des del període d'entreguerres, quan es van circular per primera vegada dins la traducció. Segons l'autor britànic Paul Bailey, les versions es basen en arcaismes i són insatisfactòries; va recomanar noves traduccions, en particular una de les "terriblement divertida" "Ivan Turbincă".